# Philipp Friedrich Buchner
Philipp Friedrich Buchner (Wertheim, 11 september 1614 - Würzburg, 23 maart 1669) was een Duitse kapelmeester en barokcomponist.

## Levensloop
Philipp werd geboren als zoon van Friedrich Buchner en Euphrosina Hornecker. De familie was muzikaal: vader Buchner was organist in Wertheim, terwijl grootvader Huldrich Buchner in Wertheim een functie had als cantor.

De jonge Buchner genoot zijn eerste onderwijs in Wertheim. Hierna ging hij van 1625 tot 1627 naar de Latijnse school in Frankfurt. Daar was hij leerling van cantor Johann Andreas Herbst, die hem als zangknaap inzette bij de muziekuitvoeringen op zon- en feestdagen in de Franciscanerkerk. In 1634 kon Buchner in deze stad aan de slag als organist van de Franciscanerkerk. Hij besloot echter in 1636 te vertrekken en droeg zijn werk als organist over aan zijn vader Friedrich.

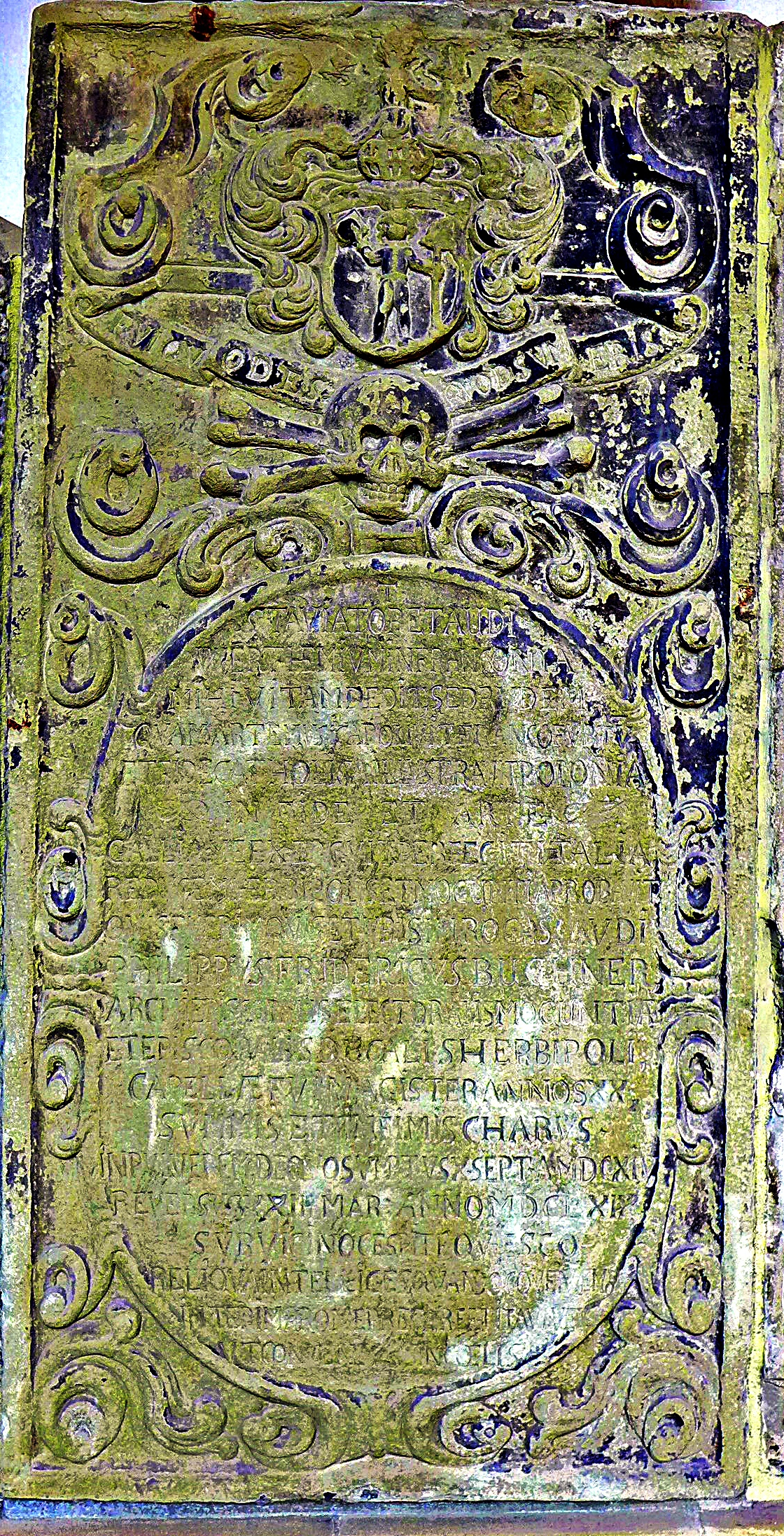
Grafsteen van Buchner in de Dom van Würzburg

Buchner kwam waarschijnlijk al in 1637 in dienst van Stanisław Lubomirski. Hij was tenor en kapelmeester aan diens hof te Krakau. Tijdens dit verblijf maakte hij kennis met Italiaanse musici en bekeerde hij zich tot het katholieke geloof. Verdere muziekkennis deed hij op tijdens een reis door Italië, vooral in Venetië waar hij zich liet inspireren door de componist Claudio Monteverdi. Verder verbleef Buchner ook nog in Frankrijk.
In 1647 vertrok Buchner uit Krakau en een jaar later kreeg hij een aanstelling als kapelmeester aan het hof van aartsbisschop en keurvorst Johann Philipp von Schönborn. Hij werkte in Mainz en Würzburg. In 1661 was hij betrokken bij de uitgave van de bisschoppelijke gezangboeken. Sinds 1666 was hij medeverantwoordelijk voor het Mainzer koorboek.

## Werken
Buchner componeerde vooral religieuze werken. Hierbij stond hij onder invloed van componisten als Heinrich Schütz en Claudio Monteverdi.
Enkele van zijn werken zijn:
- Concerti ecclesiastici (Venetië, 1642), voor twee tot vijf stemmen met basso continuo
- Catholische Sonn- und Feyertägliche Evangelia (Würzburg, 1653)
- Die Psalmen des königlichen Propheten Davids (Frankfurt, 1658)
- Sacrarum cantionum opus tertium (Konstanz, 1656), voor twee tot vijf stemmen met basso continuo

- Plectrum musicum (Frankfurt, 1662)
- Harmonia instrumentalis (Würzburg, 1664)